# Ghost Master
Ghost Master – komputerowa strategiczna gra czasu rzeczywistego wyprodukowana przez studio Sick Puppies i wydana w 2003 roku przez Empire Interactive. W Ghost Master gracz wciela się w postać mistrza duchów, mającego do dyspozycji oddział różnych postaci z zaświatów, których celem jest przepędzenie wszystkich ludzi z danej lokacji.

## Rozgrywka
Akcja gry rozgrywa się w miasteczku Grobowo (Graveville). Gracz umieszczony zostaje w różnych lokalizacjach – od małych domów zamieszkanych przez jedną rodzinę, po bazę wojskową czy miejski szpital. Wiele misji nawiązuje do jakiegoś znanego filmu, przeważnie horroru. Gra nosi znamiona strategii czasu rzeczywistego, jednak większą wagę przywiązuje się w niej do kierowania drużyną, niż gromadzeniem bogactw. Gatunek taki jest potocznie nazywany strategią taktyczną.
Każda rozgrywka rozpoczyna się od wybrania ekipy duchów, która weźmie w niej udział. Pomóc może w tym wcześniejsze rozpoznanie terenu: sprawdzenie, z jakimi przedmiotami można duchy związać, jakie są uwięzione na danym poziomie oraz zapoznanie się z charakterystyką ludzi znajdujących się w danym miejscu. W każdej lokacji gracz może przypisać ducha do jakiegoś przedmiotu, który mu odpowiada, np. duchy elektryczne związać można z telewizorem, lodówką, radiem itd. (np. Luźny Trybik), emocjonalne z jakąś zabawką lub dywanem (Drgawek); pojawiają się także duchy, które związać można tylko z jednym przedmiotem, np. przejściem, które można umieścić w dowolnym miejscu (Skostnica), bądź takie, które straszyć mogą jedynie na dworze (Luźna Główka). Gdy duchy zostaną już przypisane do jakiegoś przedmiotu, wykorzystać mogą kilka dostępnych dla nich opcji straszenia, jednak zależne jest to od ilości wytworzonej plazmy. Plazma jest jedynym surowcem, jakie zdobywać mogą duchy. Na początku każdej misji gracz otrzymuje jej jedynie trochę, aby móc rozpocząć straszenie, a im skuteczniej duchy przerażają, tym więcej plazmy mają do dyspozycji, co pozwala im na używanie skuteczniejszych ataków (np. niewiele zużywa się jej brzdękając łańcuchem, ale telekineza wymaga większych pokładów surowca).
W większości przypadków rozgrywka polega na wystraszeniu wszystkich ludzi znajdujących się w danej lokacji. Każdy śmiertelnik ma określony poziom wiary w zjawiska paranormalne – im mniejszy wskaźnik, tym trudniej jest daną osobę wystraszyć. Im bardziej podnosi się poziom przerażenia, tym bardziej dany człowiek staje się podatny na dziejące się wokół niego dziwne zjawiska, co jednocześnie podnosi poziom wytwarzanej plazmy. Obmyślenie strategii, jak wystraszyć poszczególnego śmiertelnika, jest najważniejszym aspektem każdej rozgrywki, zwłaszcza na późniejszych poziomach. Kolejnym celem jest uwolnienie duchów, które zostały uwięzione w danej lokacji. Na każdym poziomie umieszczony jest co najmniej jeden duch, którego można uwolnić, po czym ten przyłącza się do ekipy. Czasem jest to proste, należy np. popsuć obiekt, który ducha więzi, jednak innym razem może wymagać to połączenia ze sobą różnych elementów. Co prawda oswabadzanie duchów nie jest koniecznością, jednak niektóre z nich w późniejszej rozgrywce mogą okazać się bardzo przydatne. W poszczególnej lokacji pojawić mogą się także śmiertelnicy mający kontakt z duchami, np. księża, wiedźmy, media czy oddział duchołamaczy, którzy mogą ducha wykryć i odesłać – będzie on niedostępny do końca misji, a w podsumowaniu poziomu będzie to kosztowało stratę wielu punktów.
Zdarzają się także misje, w których – oprócz wystraszenia śmiertelników i oswobodzenia duchów – należy akcją pokierować tak, aby osiągnąć inny cel, np. pozyskanie rzadkiego rodzaju ducha albo naprowadzenie ludzi na księgę, za pomocą której przywołają potężną bestię.

## Produkcja i odbiór gry
Za produkcję gry odpowiedzialne było studio Sick Puppies, założone przez Gregga Barnetta w 1999. Ghost Master, pomimo przychylnych ocen recenzentów, sprzedał się poniżej oczekiwań twórców. Epilog gry zakończył się napisem „ciąg dalszy nastąpi”, co – wraz z wypowiedziami twórców – sugerowało powstanie kontynuacji. 6 kwietnia 2004 przedsiębiorstwo Sick Puppies zostało zamknięte, co przesądziło o zaprzestaniu jakichkolwiek prac nad kolejną częścią.